# Aleš Čeh
Aleš Čeh (ur. 7 kwietnia 1968 w Mariborze) – słoweński piłkarz grający na pozycji pomocnika.

## Kariera sportowa
Čeh podczas kariery piłkarskiej występował w Olimpija Lublana, Grazer AK, NK Maribor i LASK Linz.
W reprezentacji Słowenii w latach 1992–2002, wystąpił 74 razy i z którą wystąpił mistrzostwach Europy 2000 i mistrzostwach świata 2002.